# Hans Assmann
Hans Assmann (9 tháng 12 năm 1923 - 19 tháng 6 năm 1998 tại bệnh viện Danderyd, Thụy Điển) là một người Đức nhập cư vào Phần Lan vào những năm 1950 và có liên quan đến các vụ giết người vẫn chưa có lời giải ở Hồ Bodom như một nghi phạm số 1. Theo cảnh sát Phần Lan, anh ta có bằng chứng ngoại phạm.